# David Whitaker
David Whitaker (18 de abril de 1928 - 4 de febrero de 1980) fue un guionista televisivo inglés y novelista conocido por su trabajo en los primeros años de la serie de ciencia ficción Doctor Who. Fue el primer editor de guiones, y supervisó el guion de los primeros 51 episodios entre 1963 y 1964.

## Carrera
Whitaker también aportó sus propios guiones para un buen número de seriales de Doctor Who, incluyendo The Crusade (1965), The Power of the Daleks (1966), The Evil of the Daleks (1967), The Enemy of the World(1967-1968) y The Wheel in Space (1968, a partir de una idea de Kit Pedler). Sus otros trabajos incluyen escribir la tira cómica de los Daleks para el semanario infantil TV Century 21, además de escribir la obra teatral The Curse of the Daleks (1965).
En 1964, Whitaker publicó la primera novelización de un serial de Doctor Who (más de 150 libros similares se escribirían durante los 30 siguientes años). Su novela Doctor Who in an Exciting Adventure with the Daleks, más tarde retitulada a Doctor Who and the Daleks, estaba basada en el guion de Terry Nation The Daleks. Hizo la segunda novelización al año siguiente, esta vez basada en su propio guion de The Crusade.
Antes de su muerte en 1980, Whitaker había estado siguiendo tratamiento para un cáncer. Murió dejando su novelización de The Enemy of the World inconclusa, y sus planes de adaptar The Evil of the Daleks sin realizar. La adaptación de The Enemy of the World la hizo Ian Marter, que no usó nada del material que dejó Whitaker, mientras que The Evil of the Daleks la novelizó finalmente John Peel en 1993.

## Lista de trabajos enDoctor Who

### Como guionista (1963-1969)
- The Edge of Destruction
- The Rescue
- The Crusade
- The Power of the Daleks (Primer serial de Patrick Troughton como el Second Doctor, con reescrituras sin acreditar de Dennis Spooner)
- The Evil of the Daleks
- The Enemy of the World (con reescrituras sin acreditar de Barry Letts y Derrick Sherwin)
- The Wheel in Space (de una historia de Kit Pedler)
- The Ambassadors of Death (con reescrituras sin acreditar de Terrance Dicks, Trevor Ray and Malcolm Hulke)

Aunque recibió la tarea de escribir el serial que después sería The Invasion (1968), Whitaker no pudo trabajar en el guion, y dejó al entonces editor de guiones y futuro productor de Doctor Who, Derrick Sherwin que lo escribiera él mismo.

### Como editor de guiones (1963-1964)
- An Unearthly Child
- The Daleks
- The Edge of Destruction
- Marco Polo
- The Keys of Marinus
- The Aztecs
- The Sensorites
- The Reign of Terror
- Planet of Giants
- The Dalek Invasion of Earth